# 愛民頓 (英國國會選區)

選區在大倫敦的位置

愛民頓（英語：Edmonton），英國國會一自治市選區，包括大倫敦北部恩菲爾德區的七個選區。
始設於1918年。本區多數時間是工黨的鐵票區，但在1983年保守黨曾經在該區勝出並連任兩次。自1997年起任當區議員、工黨的安迪·洛夫在2010年大選中以53.7%選票再度連任。